# شكري فيصل
شكري بن عمر فيصل (1337- 1405 هـ / 1918- 1985 م) هو أديب وباحث، وكان أمين عام مَجْمَع اللغة العربية بدمشق.

## سيرته
وُلِدَ شكري بن عمر فيصل بدمشق بحي العقيبة (1337هـ / 1918م)، نشأ برعاية خاله العلَّامة الشيخ محمود ياسين، وفي مدرسته -مدرسة التهذيب الإسلامي- كان خاله مربِّيًا وموجِّهًا ومدرِّسًا، وأرشده لكسب العيش مبكرًا مع طلب العلم، درس بالمدارس الرسميَّة ومكتب عنبر، ودرس خلالها على الشيخ أبي الخير الميداني، والشيخ محمد سليم الحلواني، وانتفع بخزانة خاله العامرة بالمؤلَّفات الجليلة.
وبعد حصوله على الثانوية العامَّة التحق بكليَّة الآداب بالقاهرة وحصل على شهادتها سنة (1361هـ / 1942م)، واشتغل بمهنة الوراقة خلال دراسته، ثُمَّ انتسب إلى كليَّة الحقوق بدمشق وحصل على شهادتها سنة (1366هـ / 1946م)، وعُيِّنَ في لجنة تعديل برامج التعليم، ثم أُوفد إلى القاهرة للتحضير للدكتوراه، فالتحق بها وعمل ملحقًا ثقافيًّا لدى الجامعة العربية، وحصل على شهادة الماجستير سنة (1368هـ / 1948م)، ثم في السنة التالية نال دبلوم معهد اللهجات العربية، وتقلَّد درجة الدكتوراه سنة (1371هـ / 1951م)، وعاد ليعمل في لجنة البرامج التعليمية وأستاذًا مساعدًا في كلية الآداب بجامعة دمشق، ثم صار أستاذًا سنة (1376هـ / 1957م).
وأخذ يكتب في المجلَّات منذ شبابه، وانتسب إلى عصبة العمل العربي، وصار يكتب في جريدتها، ورشَّح نفسه للانتخابات النيابيَّة عن مدينة دمشق سنة 1954م، إلَّا أنَّه لم يحصل على الأصوات المطلوبة، وانتُخب عضوًا عاملًا في مجمع اللغة العربية، ثم انتُخب أمينًا عامًّا للمجمع سنة (1392هـ / 1972م)، وعهد إليه برئاسة لجنة تاريخ دمشق ابن عساكر وطباعته، وشارك في ندوات ومهرجانات كثيرة، ثُم عُيِّن بالجامعة الإسلامية بالمدينة المنوَّرة أستاذًا ومشرفًا على رسائل الدراسات العليا، وترك مؤلَّفات كثيرة

## مؤلفاته
1. «الفنون الأدبيَّة»،
2. «مناهج الدراسة الأدبيَّة»،
3. «المجتمعات الإسلاميَّة في القرن الأول»،
4. «حركة الفتح الإسلامي في القرن الأول»،
5. «تطوُّر الغزل بين الجاهليَّة والإسلام»، بالإضافة إلى دراساتٍ كثيرة.[3]

## وفاته
توفي شكري فيصل يوم السبت 17 ذي القَعْدة 1405هـ الموافق 3 أغسطس (آب) 1985م.